# 波特陨击坑
波特陨击坑（Porter）是火星陶玛西亚区的一座撞击坑，其中心坐标位于阿俄尼亚高地南纬50.8度、西经113.9度，直径105公里（65英里），它的名称取自美国天文学家暨探险家拉塞尔·威廉姆斯·波特（1871年-1949年），1973年被国际天文学联合会行星系统命名工作组批准接受。
撞击坑通常有一圈边沿，周围有喷射物，相比之下，火山口通常没有边缘或喷射物沉积物。更大的撞击坑（直径大于10公里），通常会有一座中央峰，其峰高是由撞击后坑底反弹所造成。

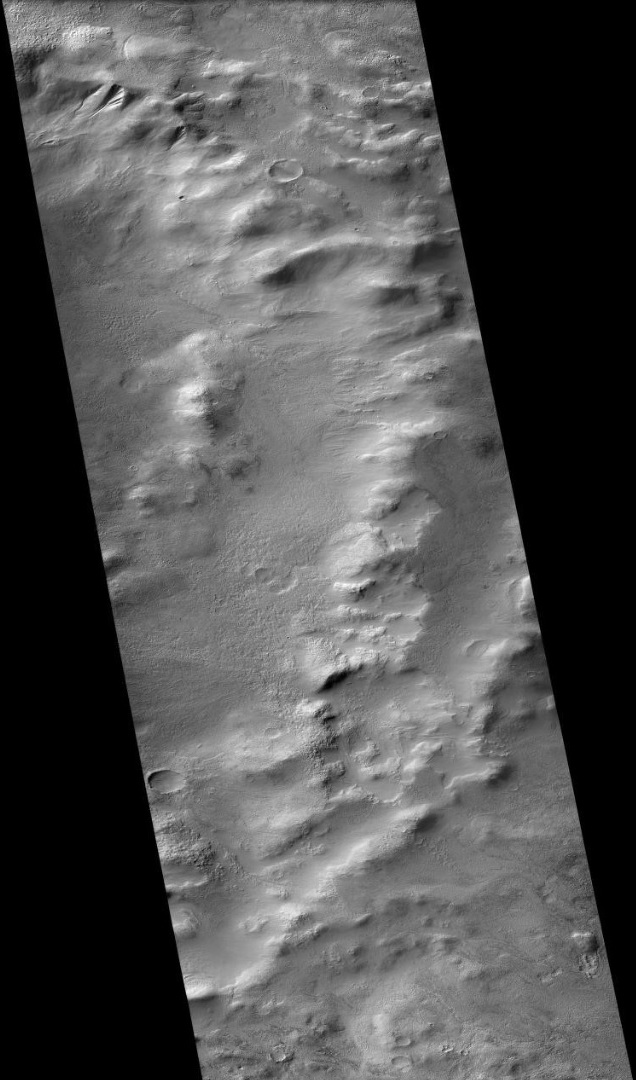
火星勘测轨道飞行器背景相机显示的波特陨击坑，在左上角可看到冲沟。
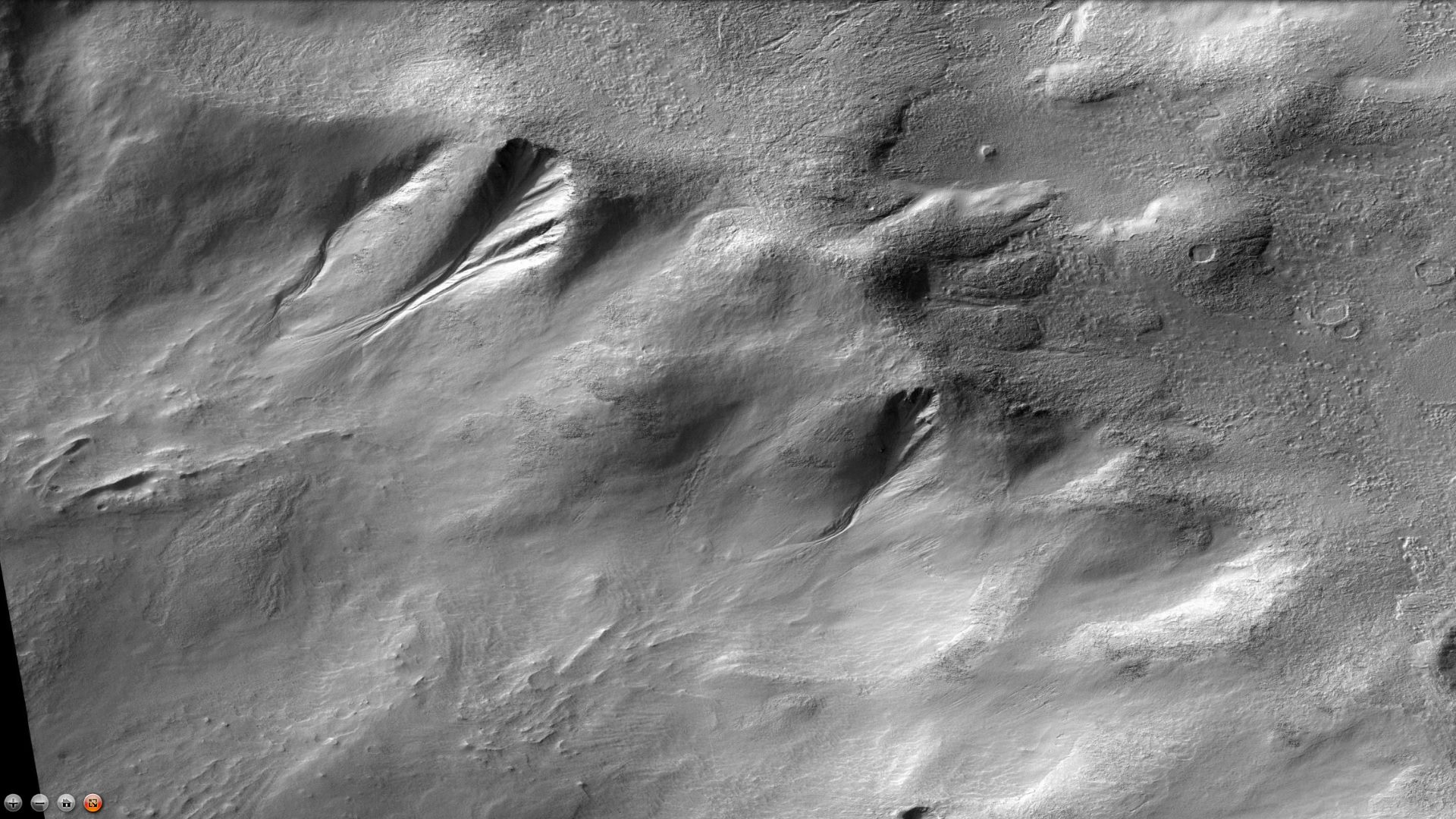
火星勘测轨道飞行器背景相机显示的波特陨击坑内的冲沟，注：这是前一幅照片的放大版。

## 引文来源
- Porter on Google Mars （页面存档备份，存于）.
- USGS Gazetteer of Planetary Nomenclature （页面存档备份，存于）.